# Estação Ferroviária de Tamel

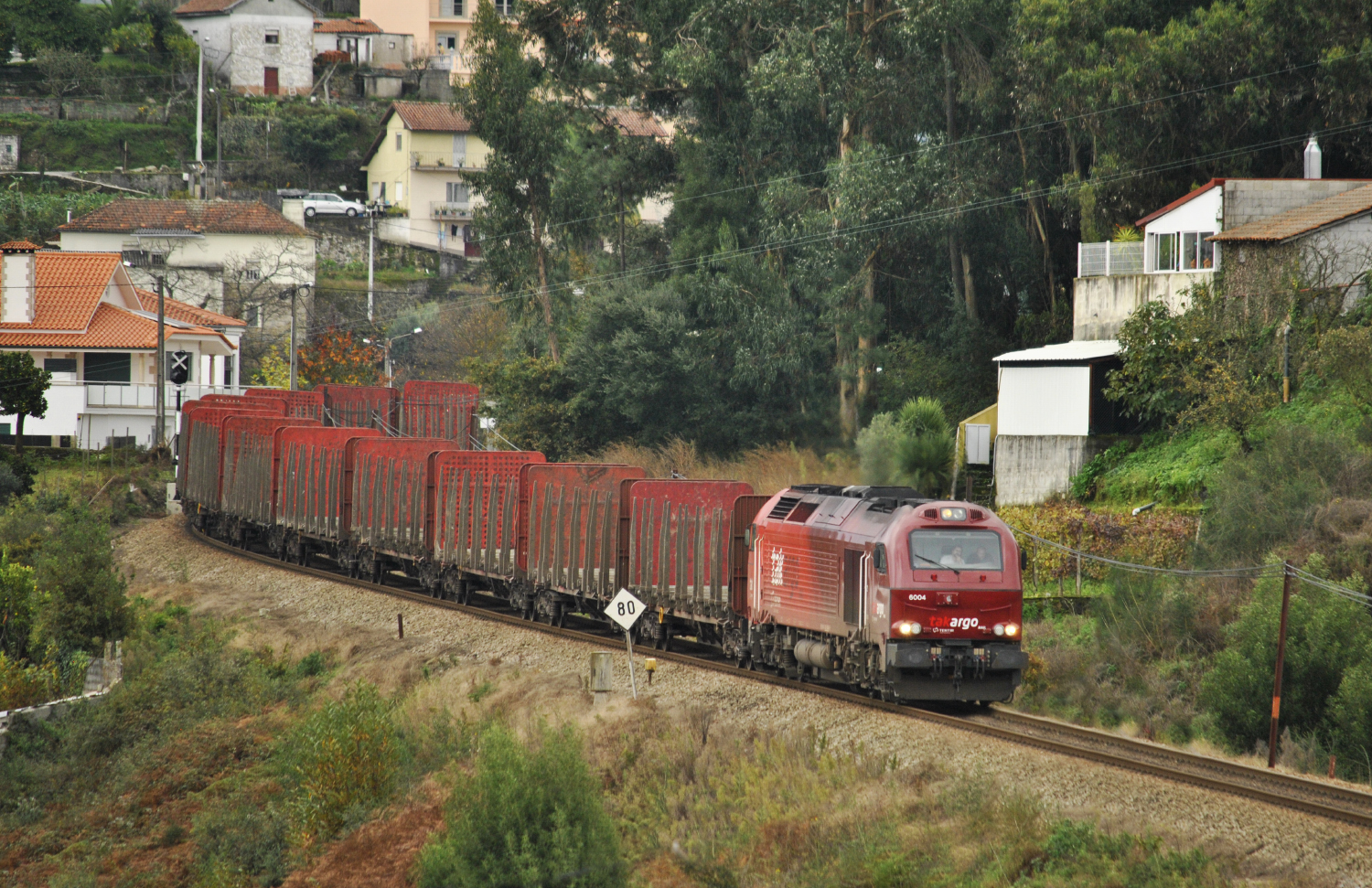
Composição de mercadorias (n.º 48898: Celbi-Tuy; Takargo), a circular perto ao apeadeiro de Tamel, em 2012.

A Estação Ferroviária de Tamel é uma interface da Linha do Minho, que serve a localidade de Aborim, no concelho de Barcelos, em Portugal.

## Caracterização
Em 2010, apresentava duas vias de circulação, ambas com 270 m de comprimento, e duas plataformas, com 189 m de comprimento e 40 cm de altura.

## História
Esta estação está situada no troço da Linha do Minho entre Darque e Barcelos, que entrou ao serviço no dia 24 de Fevereiro de 1878.
Em 1913, existia um serviço de diligências entre Ponte de Lima e a estação de Tamel.

No XI Concurso das Estações Floridas, organizado em 1952 pela Repartição de Turismo do Secretariado Nacional de Informação em combinação com a Companhia dos Caminhos de Ferro Portugueses, a estação de Tamel foi premiada com uma menção honrosa. Na XIII edição, em 1954, recebeu um diploma de menção honrosa especial e um prémio de persistência.